# Nicrophorus hybridus
Nicrophorus hybridus là một loài bọ cánh cứng trong họ Silphidae được miêu tả bởi Melville Harrison Hatch và John W. Angell năm 1925.